# Guerras de independência da Escócia
As Guerras de independência da Escócia foram uma série de campanhas militares entre os reinos da Escócia e Inglaterra entre os séculos XIII e XIV.
O conflito foi dividido em duas fases: a primeira guerra (1296–1328) que começou como uma crise na monarquia escocesa, convivendo com as brigas incessantes dos clãs, viu Eduardo I da Inglaterra avançar com as suas tropas para tentar a total subjugação do reino vizinho. Após três décadas de violência, Roberto I ascendeu ao trono e repeliu a invasão inimiga. A segunda fase (1332–1357) foi na verdade uma quase guerra civil, quando as forças leais a Eduardo Balliol desafiaram a autoridade do rei David II da Escócia, o que provocou uma resposta inglesa na forma de uma invasão em larga escala. Os escoceses lutaram novamente por sua sobrevivência como nação independente e venceram, porém com perdas terríveis.
Essas guerras não só marcaram a história da ilha da Grã-Bretanha, mas forjou a identidade nacional escocesa. A Inglaterra, apesar de enfraquecida, desenvolveu novas técnicas de batalha, que usaria de forma bem-sucedida durante boa parte da Guerra dos Cem Anos (1337–1453).

## Primeira guerra (1296–1328)
O conflito começou quando o rei Alexandre III faleceu, em 1286, sem deixar um herdeiro masculino. Ele seria sucedido por sua neta, Margarida da Escócia, que tinha apenas três anos na época. Em 1290, os Guardiões do Reino haviam concordado, através do tratado de Birgham, que eles casariam Margarida com o então príncipe Eduardo de Caernarfon (o futuro rei Eduardo II), filho do rei Eduardo I de Inglaterra. O casamento tinha por objetivo garantir a paz entre as duas nações, porém os escoceses queriam manter o status quo político, garantindo suas liberdades e independência.
A 26 de setembro de 1290, a caminho para a Inglaterra, Margarida acabou falecendo. Com isso, cerca de treze rivais começaram a competir pelo trono escocês. Os dois principais eram Robert de Bruce, 5º Senhor de Annandale, e João Balliol, Senhor de Galloway. Temendo uma guerra civil, os Guardiões da Escócia pediram para Eduardo I, rei da Inglaterra, que viesse para o norte e arbitrasse a disputa. Ele aceitou e pediu um encontro na cidade fronteiriça de Norham, no começo de 1291. Como pré-requisito para tal, contudo, ele insistiu ser apontado como Senhor Regente do Reino da Escócia e para garantir que os escoceses não recusassem, ele enviou tropas para a fronteira. Além disso, a maioria dos pretendentes ao trono escocês possuíam grandes propriedades na Inglaterra e, portanto, poderiam perde-las se tivessem desafiado o rei inglês. Naquela altura, a Escócia não tinha um exército profissional muito grande, não tinham rei e nem unidade, com vários clãs dividindo o poder. Os dois principais concorrentes ao trono aceitaram as condições do monarca inglês.
Eduardo I ainda exigiu que posições e castelos vitais na Escócia fossem entregues as suas forças. Funcionários públicos foram demitidos e readmitidos após jurarem lealdade a ele. Cidadãos comuns e lordes de todo o país também deveriam prestar homenagens ao rei inglês.
Entre maio e agosto de 1291, ao menos treze encontros foram feitos em Berwick, onde os lordes que reivindicavam a coroa escocesa apresentaram seu caso ao monarca inglês. No final da primeira parte dos debates, apenas João Balliol, Floris V da Holanda, Bruce e John de Hastings sobraram, pois eles conseguiram provar serem descendentes de David I. O conselho de arbitragem, reunido em 17 e 30 de novembro de 1292, deu ganho de causa para João Balliol, o indicando para Rei. Conforme combinado, a 26 de dezembro, o agora Rei João foi até Newcastle upon Tyne e prestou homenagem ao soberano da Inglaterra, Eduardo I. Este, por sua vez, deixou claro que considerava a Escócia como um reino vassalo. Os clãs leias a Bruce consideraram isso uma traição e começaram a minar a autoridade do novo rei. Balliol tentou resistir mas o desdém do seu povo para com Eduardo aumentava. Em 1294, o rei inglês convocou João para que ele reunisse um exército e levantasse fundos para ajudar na guerra da Inglaterra contra a França. O monarca escocês voltou ao seu país e se encontrou com seu conselho. A decisão tomada foi desafiar os ingleses e um conselho de guerra foi convocado pelo parlamento. Emissários foram enviados para se encontrar com o rei francês, Filipe IV. Os dois países concordaram em cooperar. Caso os ingleses invadissem a França, os escoceses aproveitariam para lançar sua própria invasão do norte da Inglaterra. Em troca, a França apoiaria a Escócia quando Eduardo I retaliasse. Também foi combinado um casamento entre o herdeiro de João e uma sobrinha do monarca francês.
Em 1295, Eduardo I descobriu o acordo secreto entre os franceses e os escoceses. Em outubro, ele deu ordens para que as defesas do norte fossem fortalecidas. O rei inglês então ordenou que João entregasse os seus castelos em Berwick, Jedburgo e Roxburgh. Tropas também foram convocadas e milícias pró Inglaterra se formaram. Toda essa movimentação forçou João Balliol a convocar todos os clãs e todos os cidadãos escoceses para a luta, reunindo um exército em Caddonlee, na região de fronteira. Vários nobres escoceses, como Robert Bruce VI, o novo senhor de Carrick, ignoraram o chamado do seu rei, pois o consideravam fraco.
Em março de 1296 a guerra começou a todo o vapor, quando tropas inglesas saquearam a importante cidade de Berwick. No mês seguinte, as forças escocesas foram massacradas na batalha de Dunbar. Com o exército inglês avançando e esmagando qualquer resistência, João Balliol acabou capturado, despojado de seus títulos e foi obrigado a renunciar o trono. Naquela altura, a vitória inglesa parecia garantida, com quase todo o sul da Escócia em suas mãos e o norte no processo de ser também conquistado. No começo do ano seguinte, uma revolta começou, liderada por vários senhorios escoceses, como Andrew Moray e William Wallace. Eduardo I enviou tropas para enfrenta-los. Nesse meio tempo, vários nobres escoceses se renderam a ele em Irvine.

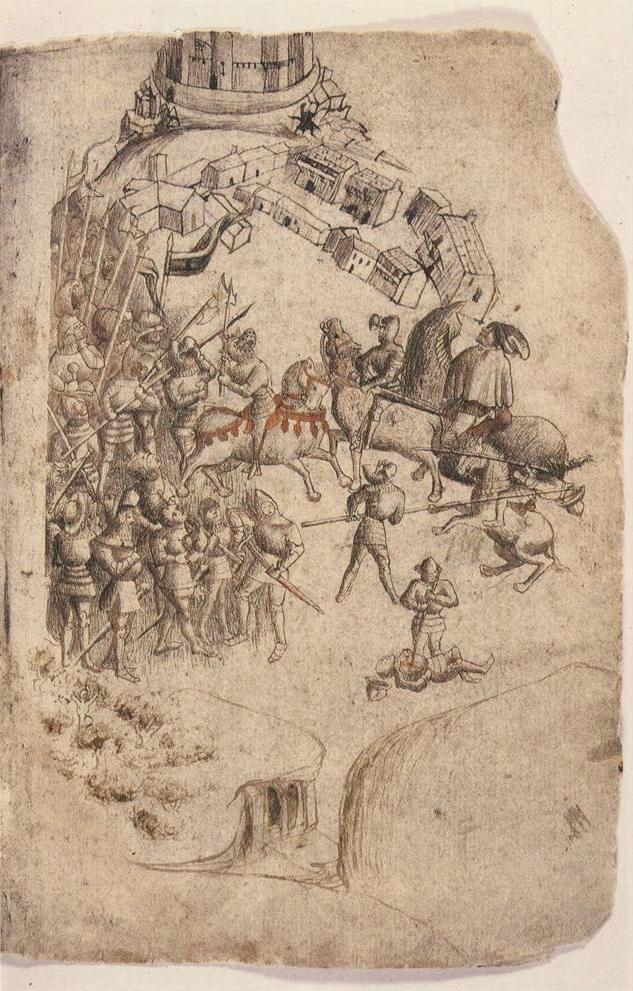
A batalha de Bannockburn.

Com a guerra indo muito mal para os escoceses, Wallace e Moray, que estavam realizando campanhas individuais contra os ingleses, reuniram suas forças para enfrentar uma tropa de soldados ingleses vastamente superior que se movia do Castelo de Stirling, que era considerado o coração do país. No final, um pouco mais de 5 000 escoceses detiveram mais de 10 000 soldados ingleses na batalha da ponte de Stirling. Esta foi a primeira grande vitória da Escócia no conflito e se provou decisiva na primeira fase da guerra. Andrew de Moray acabou falecendo devido a um ferimento, o que deu a William Wallace o comando das forças rebeldes. Ele então foi proclamado o novo Guardião da Escócia e ordenou uma série de arrastões no norte da Inglaterra em 1298. Eduardo reagiu, enviando reforços. Ao mesmo tempo que ele tentava trazer nobres escoceses para o seu lado (através de subornos e prometendo terras), o rei inglês avançava com suas tropas a partir de Edimburgo, a capital do reino. Wallace e seus seguidores posicionaram-se na cidade de Falkirk para resistir ao avanço de Eduardo, mas eles acabaram sendo derrotados numa sangrenta batalha. William renunciou ao posto de Guardião e fugiu para evitar a captura. Roberto Bruce VII e John Comyn assumiram o cargo vago por ele. Novas campanhas militares lançadas pelos ingleses em 1301 e 1302 terminaram em impasse. No ano seguinte uma trégua foi firmada.
As hostilidades recomeçaram entre 1303 e 1304. O castelo de Stirling, o principal do país, acabou caindo em mãos inglesas. Novas negociações feitas acabaram por fazer com que vários nobres escoceses prestassem homenagem a Eduardo I da Inglaterra. Naquele momento, parecia que a guerra estava chegando ao fim com uma grande derrota escocesa e a subjugação do seu reino. Contudo, em 1305, novas alianças foram feitas, e William de Lamberton e Roberto Bruce se uniram com o objetivo de conquistar o trono para este último. Nesse mesmo ano, William Wallace, que aos olhos do povo já era um herói nacional, foi capturado pelos ingleses e executado, dando-lhe agora os status de mártir para os escoceses. Porém isso não significou em aumento das hostilidades e um período de calma se seguiu.
No começo de 1306, em uma reunião de nobres escoceses em Dumfries, Roberto Bruce acabou assassinando John Comyn, um outro pretendente ao trono. O motivo da morte seria que Comyn planejava entregar Bruce aos ingleses, em troca de novas terras. Naquele momento, as hostilidades recomeçaram pelo país. Roberto conseguiu atrair vários nobres e senhorios para a sua causa, se proclamando então Rei dos Escoceses. Ele então lançou uma nova campanha militar para expulsar os ingleses do seu reino. Várias batalhas foram então travadas, a maioria terminando em um fracasso para Bruce, que forçou ele a fugir. No norte, ele convocou mais tropas e lançou-se novamente em batalha, dessa vez sendo mais bem sucedido ao fim de 1307. Naquele mesmo ano, Eduardo I faleceu, dando novo ânimo aos escoceses. A guerra seguiu como um impasse até 1314, quando Roberto I triunfou sobre Eduardo II na batalha de Bannockburn, virando a maré da guerra definitivamente para o lado escocês.

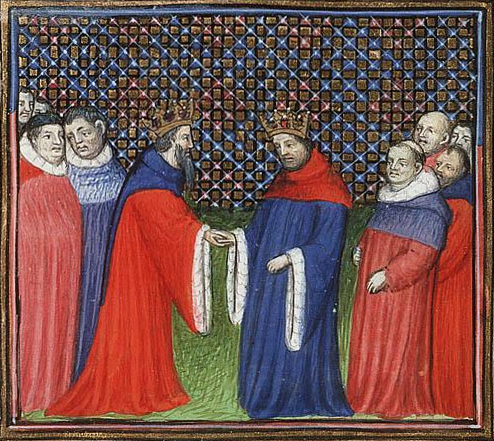
David II presta homenagem a Eduardo III.

Em janeiro de 1327, Eduardo II foi morto. Seu sucessor, Eduardo III de Inglaterra, foi obrigado a retroceder frente a invasão do norte do seu país pelos escoceses. Finalmente, a 1 de maio de 1328, foi assinado o tratado de Edimburgo-Northampton, pelo qual a Inglaterra reconhecia a independência da Escócia e aceitava Roberto I como rei daquele país.

## Segunda guerra (1332–1357)
Após a morte de Roberto I da Escócia, David II foi considerado muito jovem para governar, então o poder foi assumido temporariamente por Thomas Randolph, conde de Moray. Mas Eduardo III, rei da Inglaterra, apesar de assinado o Tratado de Edimburgo-Northampton, estava determinado a vingar a humilhação que seus sucessores tiveram nas mãos dos escoceses e podia contar com a ajuda de Eduardo Balliol, o filho de João Balliol e um pretendente ao trono da Escócia.
Eduardo III tinha o apoio de um grupo de nobres escoceses, liderados por Balliol e Henry Beaumont, conhecidos como os "Deserdados". Este grupo de nobres tinha apoiado os ingleses na primeira guerra de independência e, depois da batalha de Bannockburn, Roberto Bruce tinha-lhes concedido um ano para voltarem à sua paz. Quando eles recusaram, o rei privou-os dos seus títulos e terras, concedendo-os aos seus aliados. Quando a paz foi estabelecida, eles não receberam indenização de guerra. Estes "deserdados" ficaram desejosos pelas suas antigas terras e acabariam por encerrar esta paz.
O Conde de Moray morreu a 20 de julho de 1332. A nobreza escocesa se reuniu em Perth onde elegeu Domhnall II, Conde de Mar como o novo Guardião. Enquanto isso, uma pequena força liderada por Balliol partiu para Humber. Consistente de nobres sem terras e mercenários, este exército não tinha mais que algumas centenas de homens.
Eduardo III ainda estava formalmente em paz com David II e suas relações com Balliol foram, portanto, deliberadamente obscurecidas. Ele, claro, sabia o que estava acontecendo e Balliol provavelmente fez homenagem ao rei inglês em segredo antes de partir, mas o plano desesperado de Balliol parecia fadado ao fracasso. Portanto, Eduardo se recusou a permitir que Balliol invadisse a Escócia através do rio Tweed. Isso teria sido uma violação flagrante demais do tratado. Ele concordou em fechar os olhos para uma invasão por mar, mas deixou claro que ele iria negar e confiscar todas as suas terras inglesas se Balliol e seus amigos falhassem.
Os "deserdados" desembarcaram em Fife a 6 de agosto. A notícia de seu avanço os precederam e, enquanto marchavam em direção à Perth, eles encontraram o seu caminho barrado por um grande exército escocês, principalmente de infantaria, sob comando do novo Guardião.
Na Batalha de Dupplin Moor, o exército de Balliol, comandado por Henry Beaumont, derrotaram uma força escocesa maior. Beaumont fez uso das mesmas táticas que os ingleses usariam famosamente durante a Guerra dos Cem Anos, com os cavaleiros desmontados no centro e arqueiros nos flancos. Pego no meio de uma chuva de flechas, a maioria dos escoceses não alcançou as linhas do inimigo. Quando o combate finalmente acabou, Domhnall II, Sir Roberto Bruce (um filho ilegítimo do rei Roberto I), muitos nobres e cerca de 2 000 escoceses haviam sido mortos. Eduardo Balliol, em seguida, se coroou Rei da Escócia, pela primeira vez em Perth, e depois novamente em setembro, na Abadia de Scone. O sucesso dele surpreendeu Eduardo III e este, temendo que a invasão de Balliol acabaria falhando, e provocaria uma futura retaliação, acabou então ordenou que seu exército fosse para o norte.
Em outubro, Sir Archibald Douglas, agora Guardião da Escócia, fez uma trégua com Balliol, supostamente para deixar o Parlamento escocês se reunir e decidir quem era o verdadeiro rei. Encorajados pela trégua, Balliol rejeitou a maioria das suas tropas inglesas e mudou-se para Annan, na costa norte de Solway Firth. Ele emitiu duas cartas públicas dizendo que, com a ajuda dos ingleses, ele tinha recuperado o seu reino, e reconheceu que a Escócia tinha sido sempre um feudo da Inglaterra. Ele também prometeu terras para Eduardo III na fronteira, incluindo Berwick-on-Tweed, e que ele iria servir Eduardo para o resto de sua vida. Mas, em dezembro, Douglas atacou Balliol em Annan, nas primeiras horas da manhã. A maioria dos homens de Balliol foram mortos, embora ele mesmo tenha conseguido escapar através de um buraco na parede, mas fugiu nu e a cavalo, para Carlisle.
Em abril de 1333, Eduardo III e Balliol, com um grande exército inglês, sitiou Berwick. Archibald Douglas tentou salvar a cidade em julho, mas foi derrotado e morto na Batalha de Halidon Hill. O rei David II e sua rainha foram transferidos para a segurança de Castelo de Dumbarton, enquanto Berwick se rendeu e foi anexada pela Inglaterra. Naquele instante, grande parte da Escócia estava sob ocupação inglesa, com oito condados do sul cedidos para Eduardo Balliol, com apoio inglês.
Com a situação se deteriorando, no começo de 1334, o rei Filipe VI de França ofereceu asilo a David II da Escócia e sua família. Eles se estabeleceram no Château Gaillard, na Normandia. Além disso, ele também incluiu a situação da família real escocesa nas conversações de paz entre seu país e a Inglaterra, o que deteriorou as relações entre esses países.
Na ausência do rei, os Guardiões da Escócia continuavam a luta. Em novembro de 1334, Eduardo III havia ordenado uma nova invasão da Escócia mas acabou não dando muito certo e ele recuou em fevereiro de 1335. Um dos principais fatores é que os escoceses se recusavam a travar uma grande batalha, optando por ações de guerrilha. Eduardo e Balliol se lançaram novamente numa ofensiva em julho com um exército de 13 000 e fizeram vários avanços, conquistando Glasgow e Perth, enquanto Eduardo III saqueou e destruiu boa parte da zona rual da região. Os escoceses continuavam, contudo, a evitar ações diretas, preferindo ataques menores, importunando os ingleses com sua presença. Alguns nobres da Escócia, como o influente Conde de Atholl, passaram a apoiar a facção de Bruce.
Após o retorno do rei Eduardo para a Inglaterra, os demais líderes escoceses elegeram Sir Andrew Murray como o novo Guardião. Ele negociou uma trégua com os ingleses até abril de 1336, enquanto emissários franceses e papais tentaram negociar um tratado de paz entre os dois países. Em janeiro do ano seguinte, os escoceses fizeram um esboço de um tratado onde reconheciam Eduardo Balliol (que não tinha filhos) como rei, contanto que David II fosse seu herdeiro, vivendo na Inglaterra enquanto esperava. Contudo, David II rejeitou esta ideia e também outras tréguas. Em maio, um exército inglês sob comando de Henrique de Lancaster avançou para a Escócia, seguido em julho por um segundo exército sob comando do rei Eduardo. Juntos eles conseguiram marchar por todo o norte, saqueando cidades como Elgin e Aberdeen, enquanto um terceiro exército marchava pelo sul. Frente a essa situação, Filipe VI da França anunciou mais ajuda aos escoceses e até mobilizou tropas e navios para invadir a Grã-Bretanha, enquanto Murray agiria na zona rural para inviabilizar a ocupação inglesa.
Apesar dos sucessos de Eduardo III, ele temia uma invasão francesa e em 1336 os escoceses já haviam retomado boa parte do seu país e dois anos depois a situação da guerra já estava completamente contra os ingleses. Batalhas prosseguiam pela Escócia, com o castelo de Dunbar sob cerco. Contudo, Eduardo III teve de recuar quando ele decidiu reivindicar o trono francês e lançou a invasão de Flanders (Bélgica), dando início a Guerra dos Cem Anos.
Em Culblean, no outono de 1335, Andrew de Moray derrotou as forças anglo-escocesas sob comando de Balliol, o que pôs um fim nas suas ambições de se coroar como rei efetivo da Escócia.

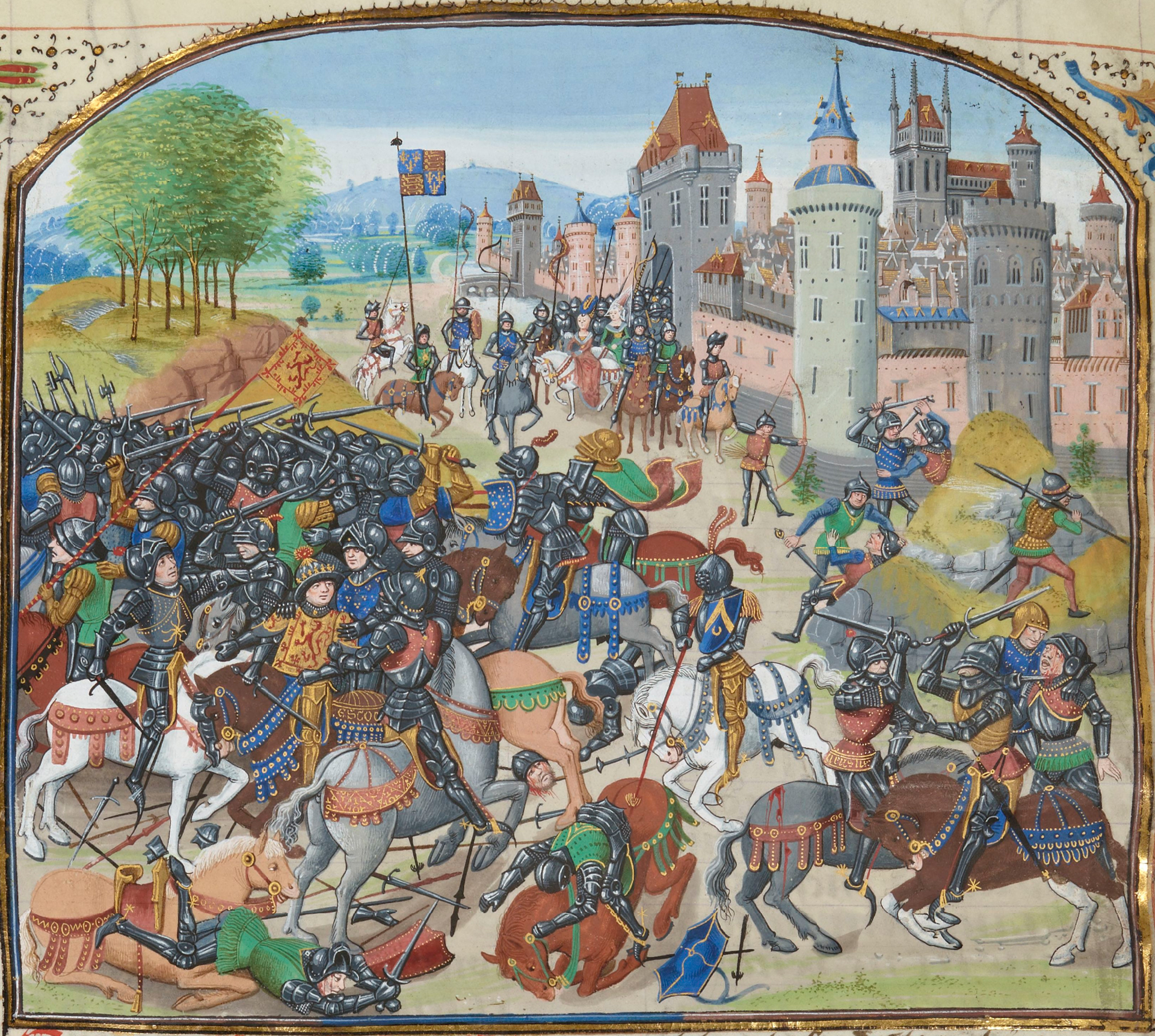
Batalha de Neville's Cross.

Em um espaço de nove anos, o Reino da Escócia havia conquistado novamente sua independência, perdido e depois novamente se recuperado. Vários nobres haviam morrido e a economia estava estagnada. O país estava em ruínas e o povo queria paz. Então quando David II finalmente retornou, em julho de 1341, havia muita expectativa. Ao retornar, ele queria vingar a memória do seu pai. Ele ignorou uma trégua existente entre os dois lados e se posicionou ao lado da França durante o começo da Guerra dos Cem Anos. Em 1341 ele iniciou vários arrastões no norte da Inglaterra, forçando Eduardo III a enviar uma força para lidar com ele. Em 1346, os franceses planejaram uma invasão da Grã-Bretanha. David, em apoio, liderou um exército para o sul, com o objetivo de tomar Durham. Os ingleses avançaram a partir de Yorkshire para enfrenta-los. Em 14 de outubro, na batalha de Neville's Cross, os escoceses foram derrotados. Eles sofreram muitas perdas e David foi ferido e acabou sendo capturado. Ele foi então levado para a Torre de Londres, onde permaneceu como prisioneiro por onze anos. Nesse meio tempo seu sobrinho, Roberto Stewart, 7º Alto Guardião, governou o país. Eduardo Balliol retornou para a Escócia com uma pequena força em uma última tentativa de recuperar seu trono. Ele conseguiu conquistar partes de Galloway, mas não foi além disso. Em janeiro de 1356, ele desistiu de reivindicar a coroa e morreu, sem filhos, oito anos depois.
Finalmente, a 3 de outubro de 1357, David II foi libertado pelo Tratado de Berwick, após o pagamento de 100 000 moedas de prata (pago durante um período de 10 anos). Altos impostos foram feitos para pagar a dívida, o que alienou a base de apoio de David. A economia do país começou a cambalear. Anos de guerra a haviam deteriorado e a população também sofria com a peste negra. A primeira parcela do pagamento foi feita no prazo. A segunda foi atrasada e depois os escoceses não tinham mais condições de pagar.
Em 1363, David foi para Londres e concordou que morreria sem filhos, coroando Eduardo (seu genro) como seu sucessor, e a Pedra do Destino seria levado de volta para a Escócia para coroa-lo rei do país. Contudo, isso parecia ser um engodo de David pois ele sabia que seu parlamento rejeitaria tal acordo. E isso realmente aconteceu e eles tiveram de continuar a pagar a dívida (aumentada para 100 000 libras). Uma trégua de 25 anos foi acertada e em 1369 um novo acordo foi firmado, diminuindo a dívida. Quando o rei Eduardo III faleceu em 1377, ainda havia uma parte desse débito para pagar (algo que nunca aconteceu). David II havia se tornado impopular na Escócia e perdeu o respeito dos seus nobres quando se casou com uma garota sem muita importância, após a morte de sua esposa inglesa. O rei escocês acabou falecendo em 1371.
Ao fim da campanha, contudo, a Escócia permanecia independente, e assim permaneceu até a unificação dos reinos escocês e inglês, em 1707, para formar o poderoso Reino da Grã-Bretanha (através do Tratado de União).